# Curvularia gladioli
Curvularia gladioli är en svampart som beskrevs av Boerema & Hamers 1989. Curvularia gladioli ingår i släktet Curvularia och familjen Pleosporaceae.   Inga underarter finns listade i Catalogue of Life.